# Rami Zur
Rami Zur (Berkeley, 23 de febrero de 1977) es un deportista estadounidense de origen israelí que compitió en piragüismo en la modalidad de aguas tranquilas. Ganó una medalla de bronce en los Juegos Panamericanos de 2003 en la prueba de K1 1000 m.

## Palmarés internacional
| Representando a Estados Unidos |                                 |                   |             |
| Juegos Panamericanos           |                                 |                   |             |
| Año                            | Lugar                           | Medalla           | Competición |
| 2003                           | Santo Domingo (Rep. Dominicana) | Medalla de bronce | K1 1000 m   |